# Jean-Baptiste Nompère de Champagny, duc de Cadore

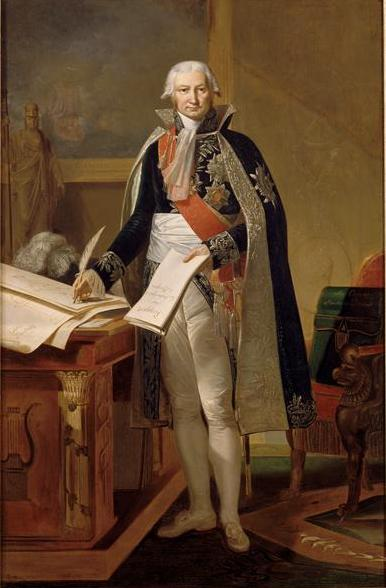
Jean-Baptiste de Nompère de Champagny, 1º duc de Cadore

Jean-Baptiste Nompère de Champagny, 1. duc de Cadore (* 4. August 1756 in Roanne; † 3. Juli 1834 in Paris), war ein französischer Staatsmann.

## Biografie
Nompère de Champagny wurde an der École de Cadets in La Flèche und der École militaire in Paris ausgebildet und trat 1774 in die französische Marine ein, dort zeichnete er sich im Amerikanischen Unabhängigkeitskrieg auf Seiten der Kontinentalarmee aus und wurde schon 1782 Linienschiffskapitän.
1787 heiratete er Victoire Blandine Hue de Grosbois (1770–1821).
1789 wurde er vom Adel von Forez zum Deputierten der Generalstände gewählt, und schloss sich dem dritten Stand an.
Während der Terrorherrschaft zog er sich in das Privatleben zurück, wurde aber verhaftet und blieb bis zum 9. Thermidor im Gefängnis. Nach dem 18. Brumaire ernannte ihn Napoléon Bonaparte, damals Erster Konsul, zum Staatsrat im Conseil d’État. Im Juli 1801 ging er als Gesandter nach Wien.

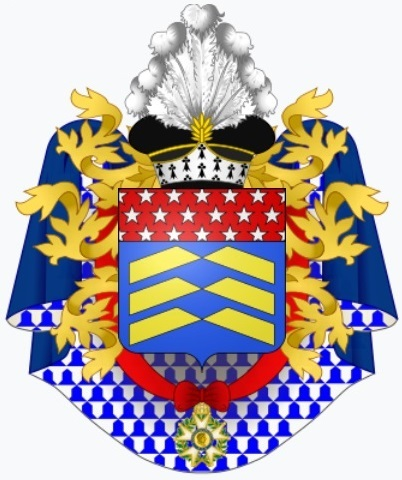
Wappen Nompère de Champagnys als Herzog von Cadore

1804 wurde er zum Innenminister, 1807 zum Außenminister ernannt. Als Außenminister wirkte er besonders am Vertrag von Fontainebleau mit, welcher die Abdankung König Karls IV. von Spanien und Ferdinands VII. und die französische Invasion in Spanien zur Folge hatte (siehe auch Koalitionskriege). 1808 wurde er im napoleonischen Adel (noblesse impériale) zum Herzog von Cadore (duc de Cadore) erhoben und hielt sich 1809 in Deutschland, besonders bei Jérôme Bonaparte in Kassel, auf. Champagny führte auch die Verhandlungen über den Frieden von Schönbrunn und die Vermählung mit Marie-Louise von Österreich.
1811 verlor er das Amt des Außenministers, als die Verhandlungen, Russland zur Teilnahme an der Kontinentalsperre gegen Großbritannien zu bewegen, nicht zum gewünschten Erfolg führten. Er erhielt aber bald die Intendantur der Krondomänen und wurde Senator. Während des Russlandfeldzugs fungierte er als Staatssekretär bei der Kaiserin Marie-Louise, und 1814 beim Herannahen der Alliierten im Befreiungskrieg folgte er ihr nach Blois.
Nach Napoleons Rückkehr von Elba wurde er zum Pair von Frankreich ernannt. Während der zweiten Restauration zog er sich ins Privatleben zurück, bis ihn eine Ordonnanz von 1819 wieder in die Pairskammer berief.

## Nachkommen
De Champagny hinterließ vier Söhne:
- Louis Alix de Nompère de Champagny, 2. duc de Cadore (1796–1870), Diplomat.
- François-Joseph de Champagny (1804–1882) wurde 1869 Mitglied der Académie française.
- Napoléon Nompère, comte de Champagny (1806–1872), vertrat von 1852 bis 1870 als Abgeordneter im zweiten Kaiserreich die Stadt Morbihan.
- Jérôme-Paul de Champagny (1809–1886), war von 1853 bis 1870 Abgeordneter für das Département Côtes-du-Nord.